# 利昂角
利昂角（英語：Leon Head），是南極洲的海岬，位於南喬治亞島南岸，處於布勒格冰川終點南面和安丁南港入口處東南部，海拔高度880米，在1819年由俄羅斯探險隊繪入地圖，現時由英國海外領土管轄。